# Vielohgraben
El Vielohgraben és un riu de l'estat d'Hamburg (Alemanya). Neix a l'aiguamoll del Vieloh a la frontera entre Schnelsen i Niendorf i desemboca al Kollau al mateix nucli.
El riu desguassa el que resta del Vieloh, un aiguamoll i torbera creat a un lloc on abans de l'explotació humana hi havia un bosc, com l'indica el nom: vie (prats húmids, zona de transició entre aiguamolls i terra arable) i loh = bosc i es veu a cartes fins al segle xviii. A la riba dreta corre un sender que fa part del Kollauwanderweg que segueix el Vielohgraben i el Kollau fins al desembocadament al Tarpenbek.
Fotos en direcció amunt cap a avall

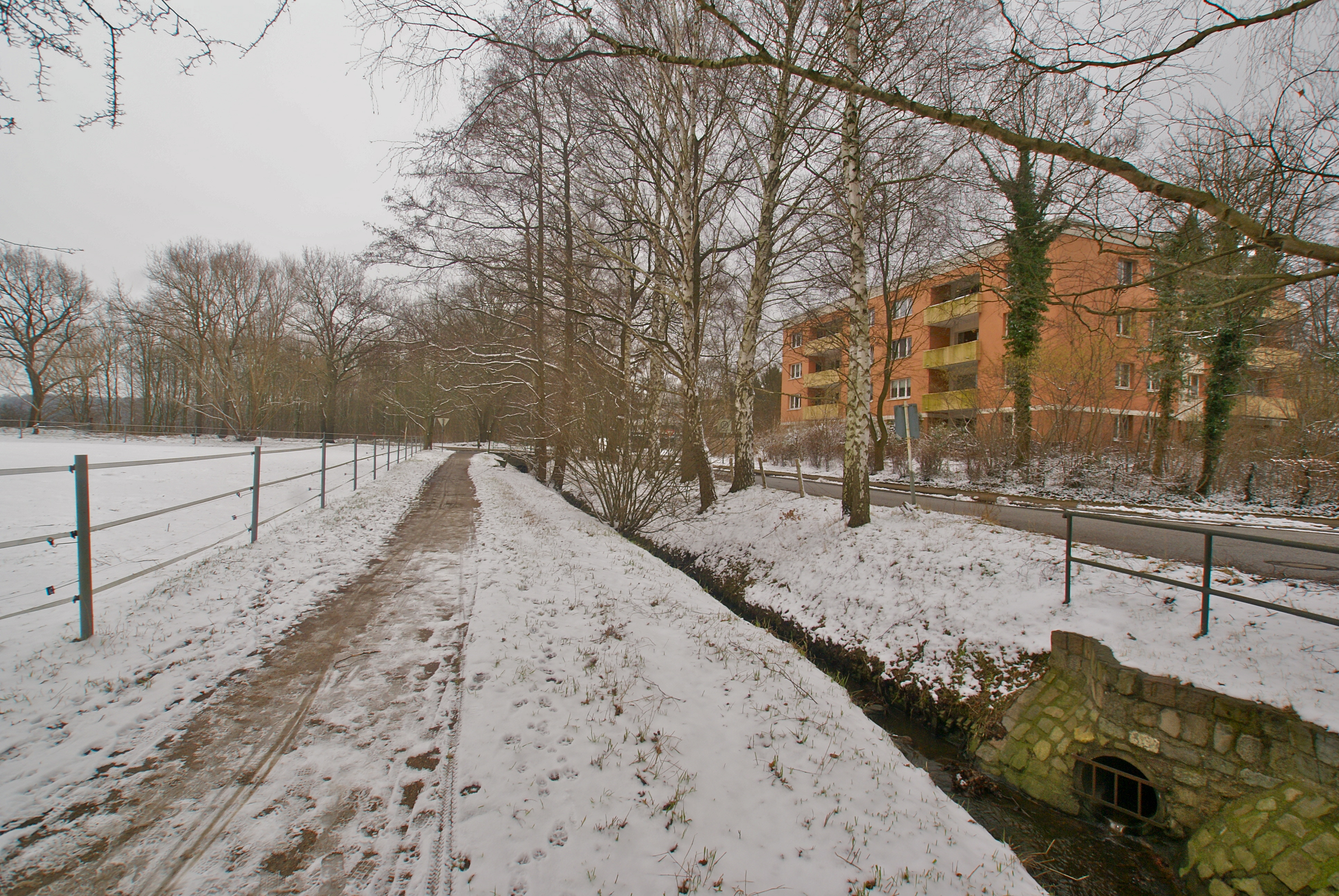
El sender paral·lel al carrer Perckentinweg
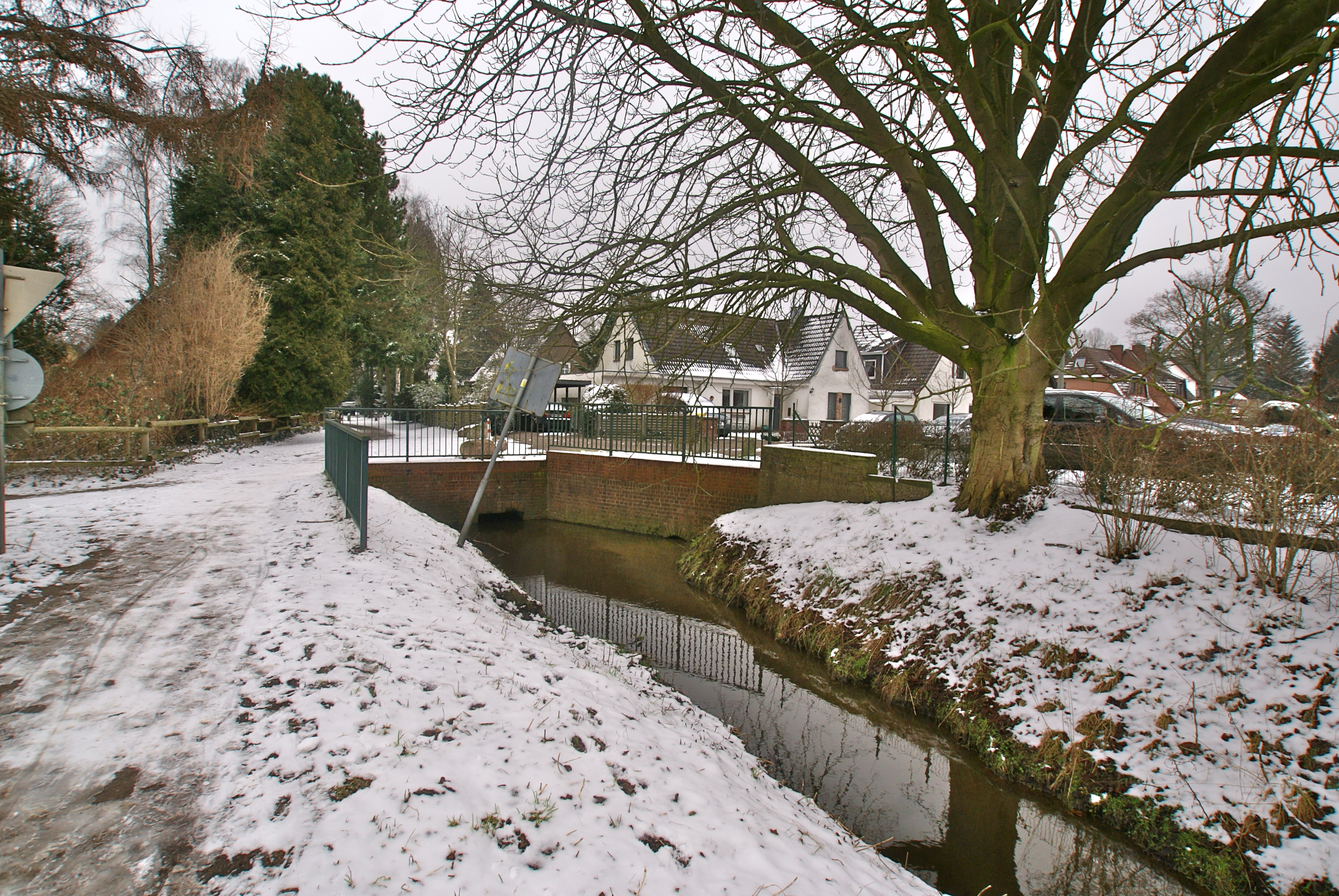
Prop del carrer Kopischweg
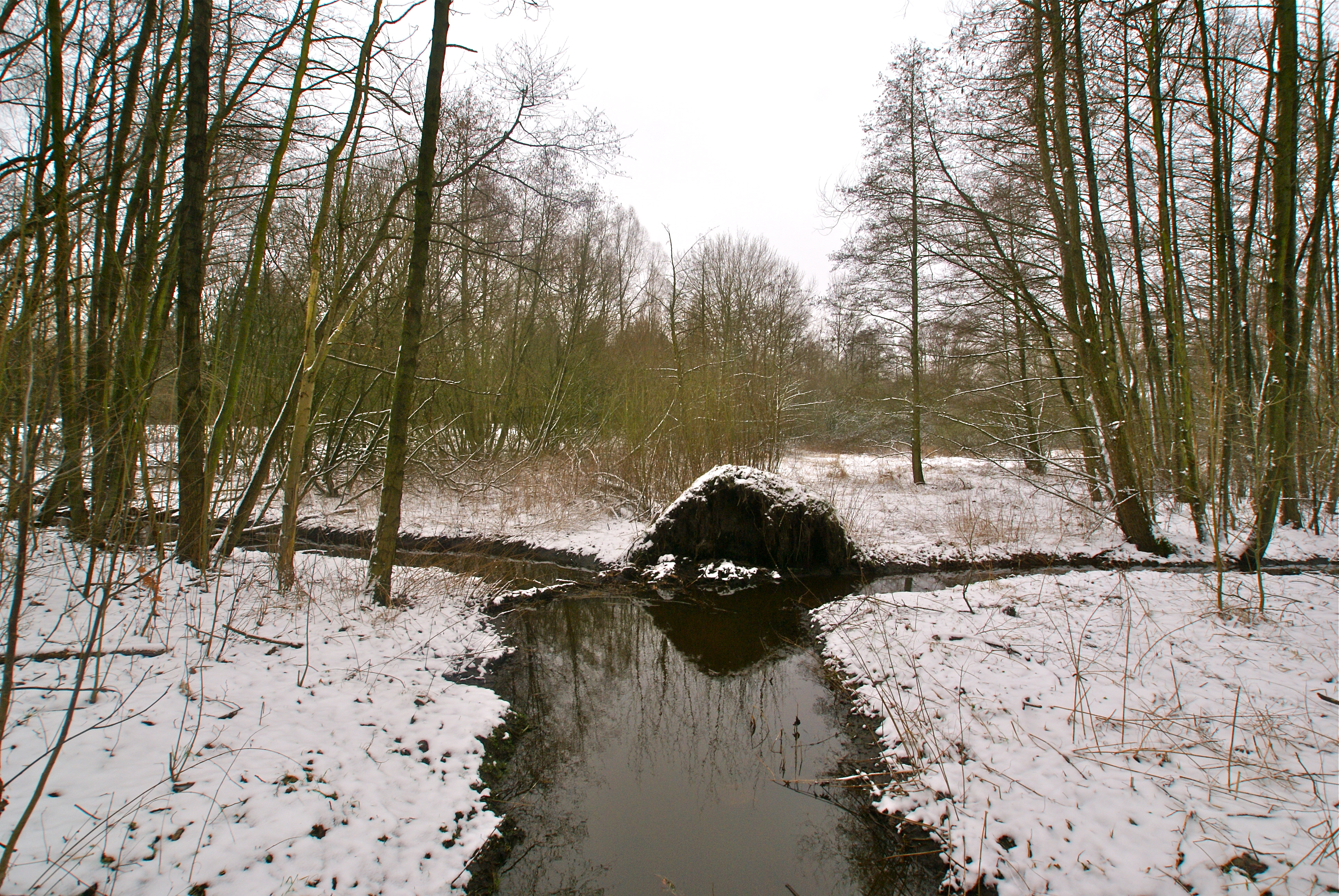
Des del pont del sender Kollauwanderweg
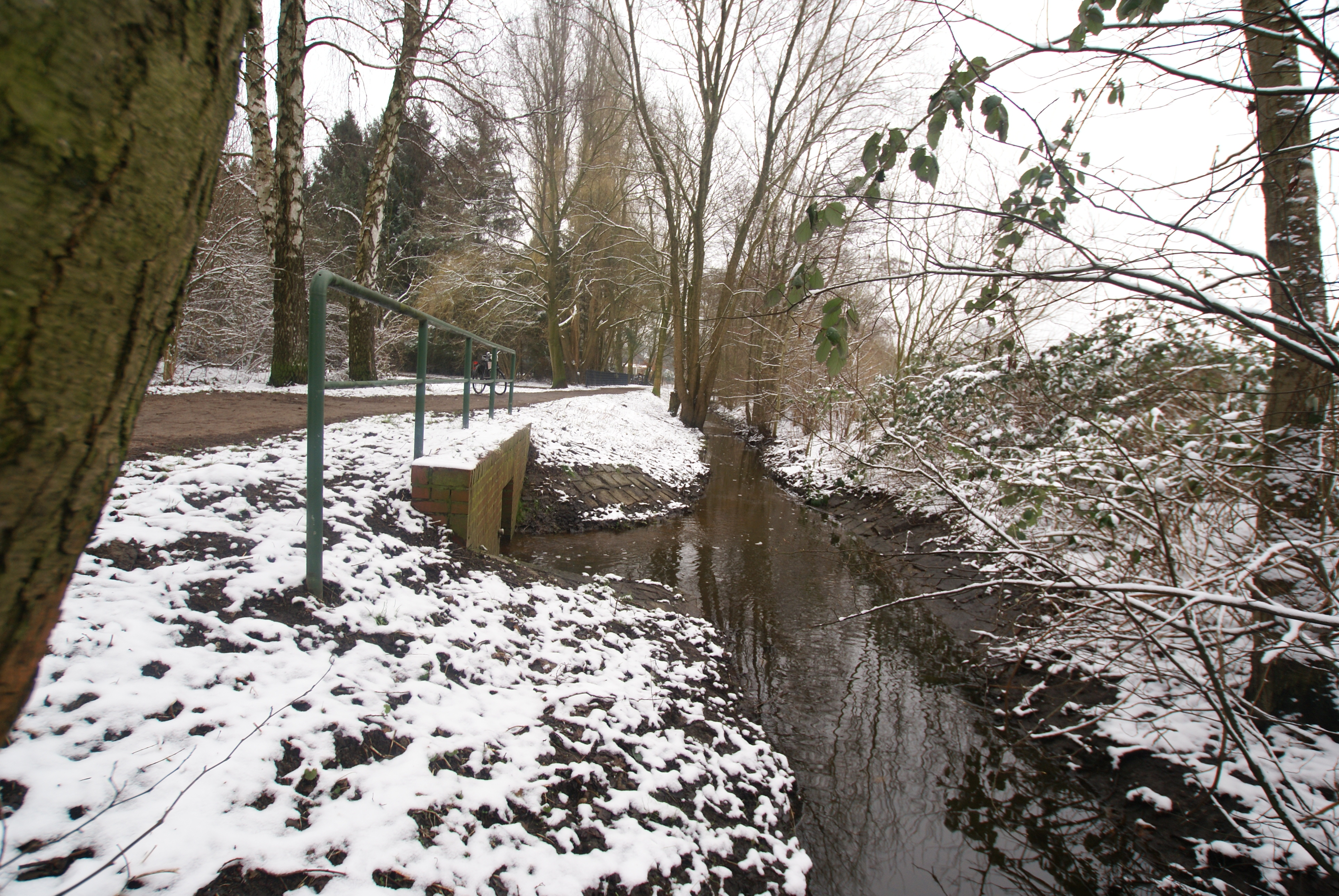
L'aiguabarreig del Vielohgraben (esquerra) i del Kollau (primer pla)